# Frugerès-les-Mines
Frugerès-les-Mines é uma comuna francesa na região administrativa de Auvérnia-Ródano-Alpes, no departamento de Alto Loire. Estende-se por uma área de 1,08 km². Em 2010 a comuna tinha 560 habitantes (densidade: 518,5 hab./km²).